# Willem de Kooning
Willem de Kooning, ameriški slikar nizozemskega rodu, * 24. april 1904, Rotterdam, Nizozemska, † 19. marec 1997, East Hampton, Long Island, New York, Združene države Amerike
Bil je eden od najpomembnejših zastopnikov abstraktnega ekspresionizma in velja poleg Jacksona Pollocka za začetnika t.i. Action Painting.